# Catedral de Samtavisi
La catedral de Samtavisi (en georgià: სამთავისი) és una catedral de l'Església ortodoxa Georgiana del segle xi a l'est de Geòrgia, a la regió de Xida Kartli, a uns 45 km de la capital de la nació, Tbilisi. La catedral és ara un dels centres de l'Eparquia de Samtavisi i Gori de l'Església ortodoxa Georgiana. Des del 24 d'octubre de 2007 està inscrita en la Llista del Patrimoni Mundial de la UNESCO.

## Història
La catedral està situada a la riba esquerra del riu Lekhura, a uns 11 km de la ciutat de Kaspi. Segons una tradició georgiana, el primer monestir en aquest lloc va ser fundat pel missioner assiri Isidor l'any 572 i posteriorment reconstruït al segle x. Tanmateix, cap d'aquests antics edificis ha sobreviscut. Les primeres estructures existents daten del segle xi, i l'edifici principal es va construir el 1030, tal com es desprenia d'una inscripció en pedra ara perduda. La catedral va ser construïda per un bisbe local i un hàbil arquitecte, Hilarió, autor de la propera església d'Ashuriani. Molt danyada per una sèrie de terratrèmols, la catedral va ser parcialment reconstruïda als segles XV i XIX. La façana oriental, magistralment decorada, és l'única estructura originària que se'n conserva.

## Descripció
La catedral de Samtavisi és una església de planta rectangular amb cúpula cruciforme de quatre puntes. Il·lustra una interpretació georgiana de la forma de creu inscrita en planta, que va servir d'exemple per a moltes esglésies construïdes en l'apogeu de la Geòrgia medieval. L'exterior es distingeix per l'ús generós d'arcades cegues ornamentals. Els absis no es projecten a l'exterior, però la seva posició interna està marcada per profundes fornícules a la paret. A diferència de les esglésies georgianes anteriors, el tambor de la cúpula és més alt i està rematat per un sostre cònic. A l'interior es conserven fragments de pintura al fresc del segle xvii. Dins de l'edifici, en què es determina l'espai interior que es troba prop de la cúpula, la construcció de l'estructura planificada és molt impressionant. L'espai interior del temple es combina harmoniosament amb les capes exteriors del monument, de manera que s'aconsegueix la formulació completa entre la forma externa i l'espai interior, la qual cosa crea la impressió d'unitat artística. La part més decorada de l'església és la seva façana oriental de cinc arcs, dominada pels dos nínxols i animada per un atrevit motiu de creu; a més a més, també es troba entre l'ornamentació un baix relleu d'un griu col·locat sota l'arc de la dreta.

### Façana oriental
De les façanes del temple de Samtavisi, la façana oriental és la més notable, segons la tradició arquitectònica georgiana. Està conservada gairebé igual que l'originària, malgrat algunes reparacions petites efectuades.
Aquesta façana té l'eix principal vertical que concorda amb l'eix del sostre central, a la part central de les seves arcades cegues n'hi ha una gran creu tallada amb els costats decorats i sota dos rombes també decoratius. L'àrea lliure superior i inferior dels braços de la creu està plena d'una inscripció georgiana en asomtavruli.

## Galeria

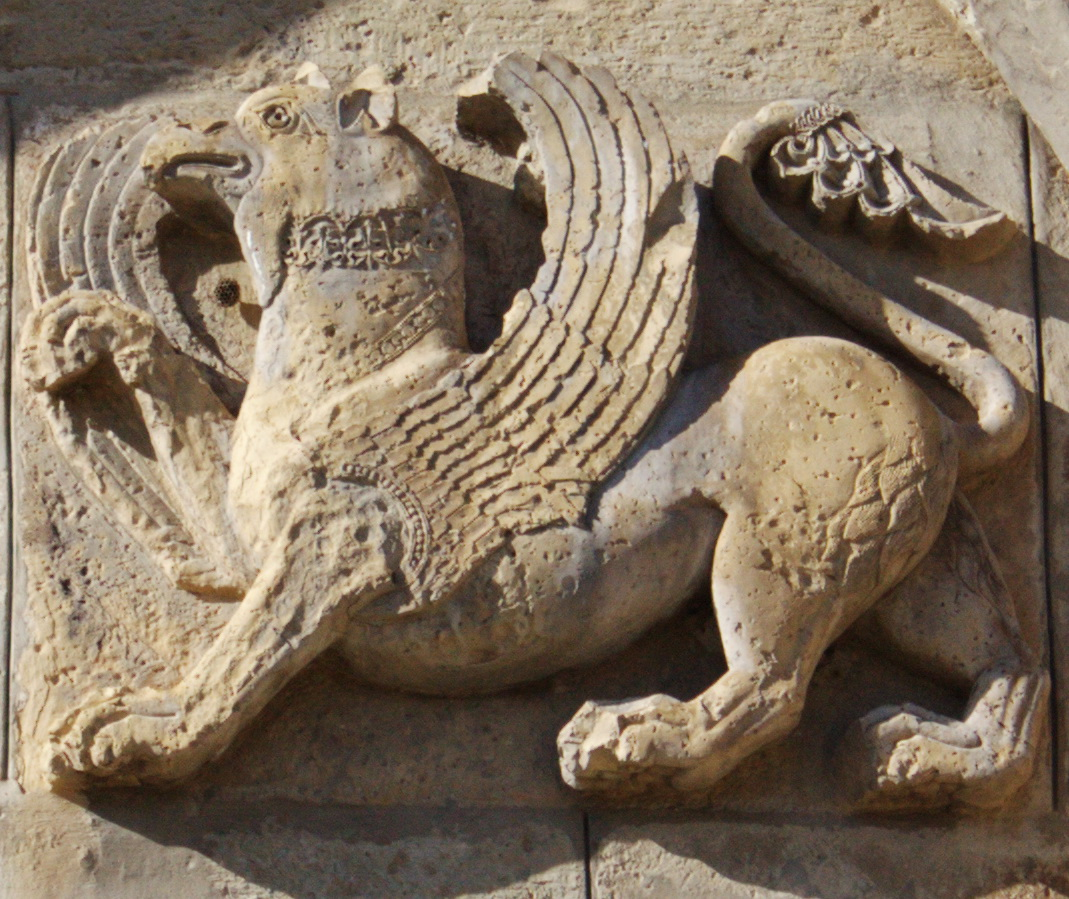
Baix relleu d'un griu
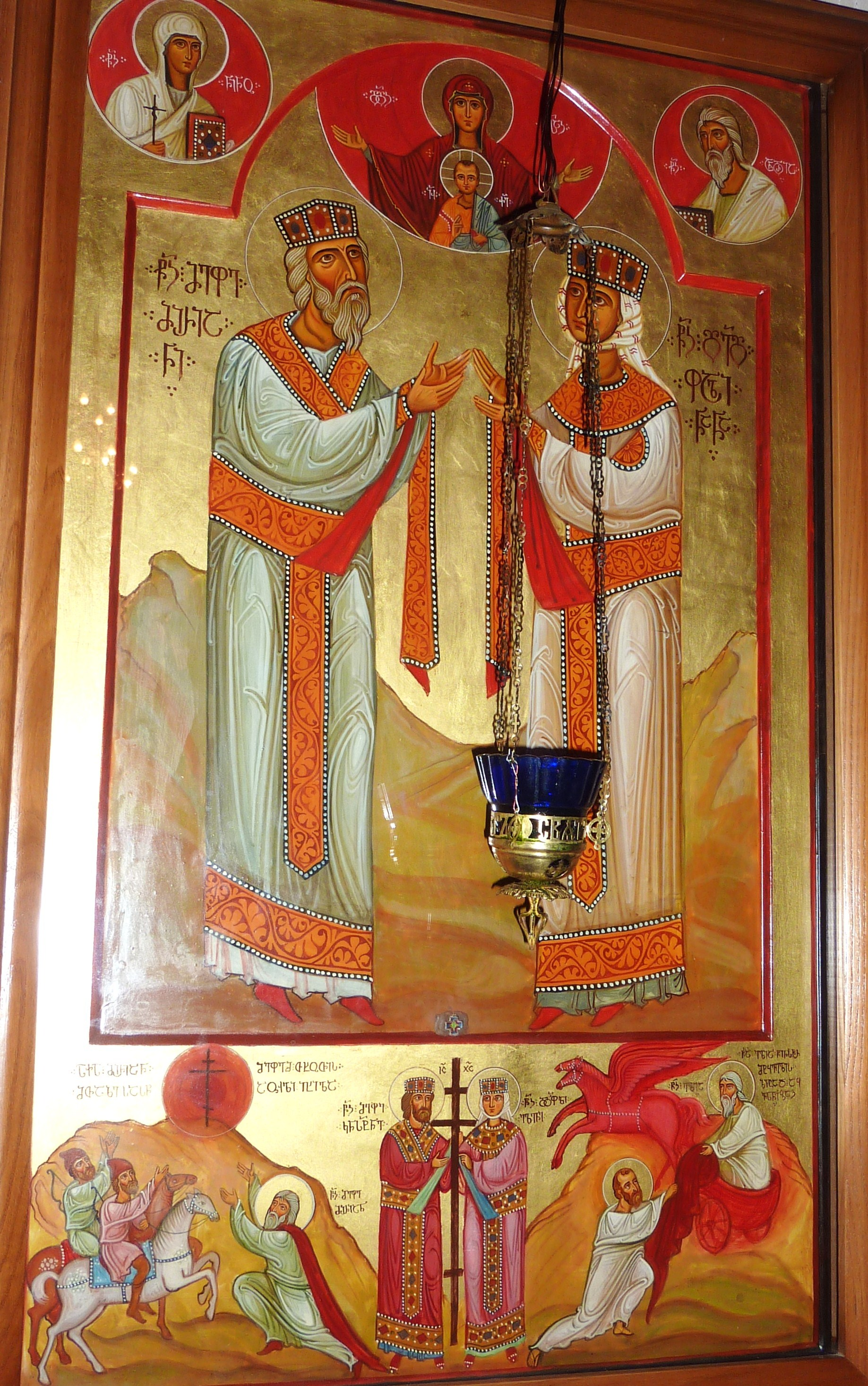
El prime rei cristià de Geòrgia Miriam III i la seva dona, a la catedral Samtavisi
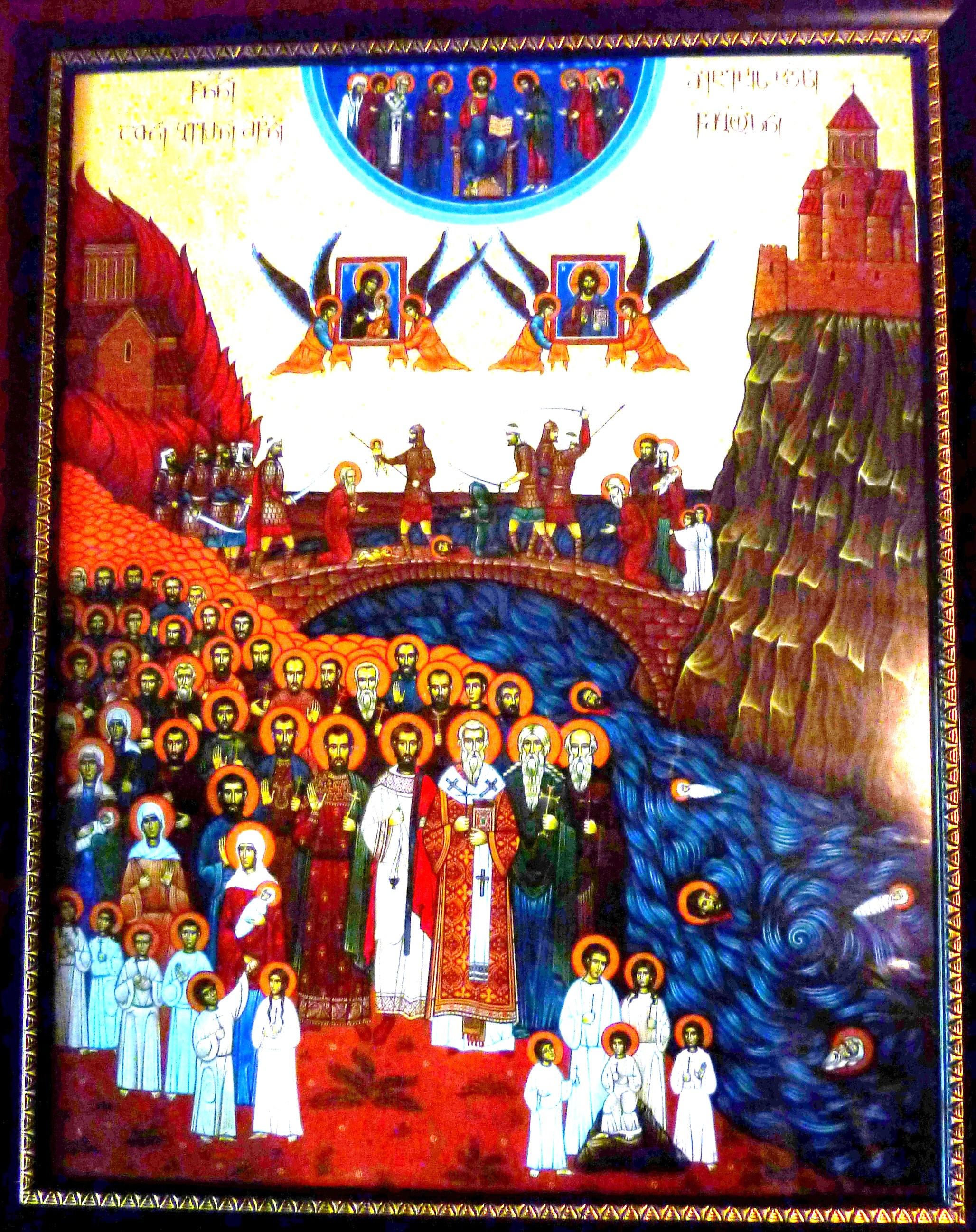
Cristians llançats al riu Kura pels mongols per no voler abjurar de la seva fe, catedral Samtavisi
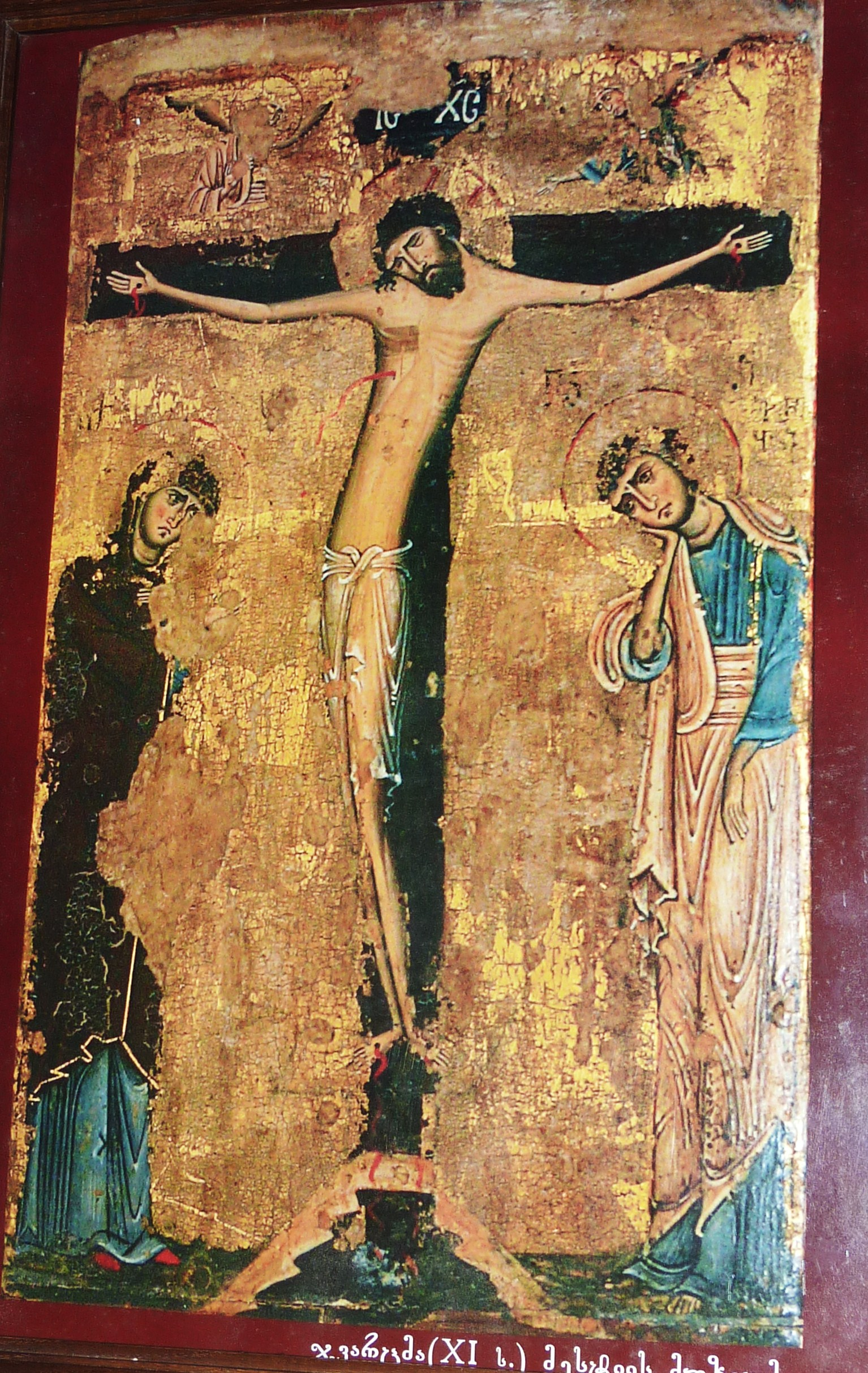
Crist corbat (Escola Svan) a la catedral de Samtavisi

## Altres estructures
Més enllà de l'església principal, el complex Samtavisi inclou una residència episcopal de dos pisos molt danyada, una petita església (5,8 x 3,2 m), i un campanar de tres pisos (5,7 x 7,3 m) unit a la muralla de 3-5 m d'altura feta de pedra i maó. Totes aquestes estructures daten dels segles xvii i xviii.

### Muralla

Complex de la catedral de Samtavisi: 1-muralla, 2-capella amb campanar, 3-catedral, 4-residència episcopal, 5-església petita

El plànol de la muralla consta de múltiples costats (200 X 70 m, altura de la paret entre 3 a 5 m); es remunta a la segona meitat del segle xvii i tercera del segle xviii. La tanca va ser construïda amb maons usats anteriorment. El mur és de dos pisos, el nivell inferior és de 3-4 m. El camí de ronda de pedra és just al sud. Al llarg del camí hi ha una habitació doble. El mur té dues entrades: una a l'oest (posteriorment revertida) i l'altra al llindar inferior de l'entrada. Dues torres estan incloses a la paret en el mur nord i sud-oest i nord-oest. La torre cilíndrica del nord-est no està connectada constructivament a la tanca, sinó que l'acompanya. L'entrada del segon pis es realitzava des del pati. El segon i tercer pis de les parets eren de caràcter temporal i agrícola. Una petita part del quart pis encara sobreviu. Al nord-oest n'hi ha una petita torre de supervisió -el diàmetre intern n'és de fins a 1 metre-.

### Residencia episcopal
La cambra del bisbe es troba al nord-est. Està datada, la primera capa, del període feudal desenvolupat, i la segona del segle xviii. L'edifici és de dos pisos (8,4 x 15,2 m), construït amb grans roques i parcialment amb maons. El primer pis consta de diverses parts. L'entrada és des del costat sud del pati. A les habitacions hi ha nínxols i xemeneies. Al costat oest del primer pis, es construeix la contrapart semicircular. El segon pis del palau està construït sobre les antigues muralles del segle xviii. Hi havia grans finestrals a les parets des del terra fins al sostre -ara desaparegut-, en aquest pis la cambra tenia dos metres d'alçada. El parapet militar va desaparèixer en les batalles: només se'n troba al nord i est.

### Església petita
Una petita església es troba al sud de l'edifici de la catedral, enmig de la muralla. L'església és una sala (5,8 x 3,2 m), construïda amb palla i pedra. Alguns fragments de rajoles s'utilitzen com a material de paret. Hi ha petites finestres als murs sud i oest. El costat sud està cobert per una paret de la muralla.

### Campanar
Al costat nord del temple, n'hi ha un campanar de maó de tres pisos al centre de la muralla, que té una forma rectangular lleugerament allargada (5,7 x 7,3 m). Està datat de la primera meitat del segle xviii. [7] El campanar està erigit amb una porta d'arc. Al mur del campanar ara únicament hi ha l'entrada de l'arc sota el llindar.
El campanar està unit a una paret amb maó construït al mur est. Per entrar al campanar, es va realitzar un arc a la paret. L'interior és una forma excèntrica, el sostre està coronat. Des d'aquí es tallen les sortides de l'est, nord i oest. El costat est de la porta està proveït per al pis de sota, la tanca de la porta nord connecta les fortificacions del nord. En tercer lloc, la porta de l'oest està connectada al mur del llindar, que uneix el segon pis amb una escala. Al mateix pis, hi ha una xemeneia a la paret sud-oest.
Les parets del segon pis del campanar s'obren en set obertures; per damunt d'elles hi ha formacions d'arcades. El llindar és l'arc hemisferi, mentre que el sostre, que és la forma més tancada, consta de set parts fent el gir total. Està cobert amb un revestiment horitzontal de maó. Les façanes més senzilles del campanar, que estan fetes amb maons georgians plans, estan privades de qualsevol mena de decoració.